# Куприянов, Игорь Евгеньевич
Игорь Евгеньевич Куприянов (16 ноября 1959, Москва) — российский рок-музыкант, бас-гитарист, гитарист, автор песен, солист рок-группы «Куприянов», участник группы «Чёрный кофе».

## Биография
Ещё в школе в 1972 году Игорь собрал свою первую группу «Афалины». В состав группы вошли: Игорь Куприянов — вокал, бас; Игорь Гизатов — барабаны, затем Виктор Калашников; Владимир Титкин — гитара; Сергей Живопыров — гитара. Вторая группа называлась «Арсис», в её состав входили: Игорь Куприянов — вокал, бас; Алексей Богомолов — вокал, гитара; Виктор Котелевский — клавишные; Сергей Кудаев — барабаны. Впоследствии барабанщика заменил Павел Зюзин. Следующая группа была образована после службы Игоря в армии и называлась «Рокаппетит». Все эти группы были известны в своё время.
В 1986 году Игорь Куприянов прослушивал гитаристов в новый проект. Пришёл гитарист Роман Лебедев («Костыль»), который впоследствии играл в «Коррозии Металла». Он познакомил Игоря Куприянова с Дмитрием Варшавским. Куприянов с 1986 года по 1990 год в качестве бас-гитариста, вокалиста и бэк-вокалиста, автора и соавтора музыки и текстов, записывает с группой «Чёрный Кофе» четыре самые продаваемые пластинки: кассетный альбом «Светлый металл»; мини-альбом «Чёрный кофе»; виниловые пластинки «Переступи порог» и «Вольному — воля». По опросу газеты «Московский комсомолец» в 1988 году, Игорь Куприянов, стал одним из лучших бас-гитаристов СССР и занял почетное третье место.
Покинув группу «Чёрный Кофе» в 1990 году, Игорь организовал первый сольный проект в стиле мелодик хард-рок под названием «Кофеин», участвуя в нём в качестве вокалиста композитора, поэта, продюсера и соаранжировщика. В этом же году был снят клип на песню «Прощай». В 1991 году был участником шоу «Сталлоне Рокидс». Первый сольный альбом Игоря «Попытка к бегству» вышел в 1991 году на виниле. Был продан в количестве 900 000 экземпляров. В записи принимали участие: Игорь Куприянов — вокал, бэк-вокал, автор стихов и музыки; Олег Аваков — гитара, аранжировки; Игорь Кожин — гитара; Андрей Родин — ударные; Александр Кузьмичёв — бас-гитара; Леонид Россоховатский — клавишные; бэк-вокал в песне «Прощай» Ю. Фролова; оформление альбома: художник В. Брыксин, текстовое оформление — А. Сидоров. На этот альбом было снято два концертных клипа «Фея летних снов (недоступная ссылка)» и «Ночная гостья (недоступная ссылка)». В этом альбоме соавтором стихов был старый друг и клавишник по проекту «Арсис» Виктор Котелевский.
Второй альбом вышел на лейбле «PolyGram» в 1995 году под названием «Белый ветер». Соавтором стихов в двух песнях был поэт Владимир Баранов. Игорь Куприянов (вокал, бэк-вокал, гитара); Андрей Кифияк (гитара); Владимир Роздин (ударные); Михаил Саушев (бас); Леонид Россоховатский (клавиши); Олег Аваков (аранжировка), Игорь Примак (фото). В 1995 году в составе футбольной команды «Фортуна» занял третье место в мини-чемпионате мира по футболу среди деятелей шоу-бизнеса в Лондоне. Третий альбом под названием «Раз и навсегда», записанный в 1997 году, не был издан вовремя одним из лейблов по причинам дефолта в стране, хотя были отсняты видеоклипы «Когда мне было 15 лет», «Я выбрал тебя». Данный альбом был весьма успешно обкатан в клубах. С 1997 по 1998 год Игорь Куприянов является ведущим шоу «Самые-самые» на телеканале СТС. В 1998 году в составе «Фортуны» едет в Лондон для участия в матче с командой телеканала ITV, выигранном со счётом 7:0.
В 2001 году вышла первая версия официального сайта , созданного при участии Интернет-агентства iwda.group. В 2003 году на фирме «Квадро» вышел альбом Игоря Куприянова «Семь дней», который был записан при одновременной игре всех музыкантов коллектива. Игорь Куприянов — вокал, бэк-вокал, гитара; Дмитрий Симонов — бас-гитара; Тигран Ванециан — барабаны; Олег Абрамов — соло-гитара. Этот материал на CD (в двух вариантах — обычный и коллекционный, с буклетом) по сей день пользуется спросом у меломанов. В 2005 году была закончена работа над пятым по счёту сольным альбомом — «Дым над Москвой», которая велась она на протяжении двух лет. Но вышел в свет только в 2008 году.
В перерывах между записями группа принимала участие концертах и фестивалях. В частности, Игорь Куприянов выступал на рок-фестивале «Эммаус» (в том числе в 2006 году), рок-фестивале в Пскове, на концертах, организованных байк-центром «Ночные волки». Например, закрывал фестиваль, который проводился на берегу Москва-реки. В начале 2006 года Игорь Куприянов приступил к записи нового альбома под названием «Адреналин». Весь альбом был записан с его старым другом, барабанщиком Павлом Зюзиным, который также играл на клавишных и гитарах. Сведение материала, мастеринг и соло-гитара — Виктор Булатов. В песне «Адреналин» скрейтчи — Виктор Травин. Игорь Куприянов: вокал, бэк-вокал, бас-гитара, автор музыки и слов и продюсер альбома.
В начале 2007 года Игорь Куприянов распустил старую группу и собрал новую. Концертный состав этого периода выглядел так: соло-гитара — Игорь Аленгос, барабаны — Павел Зюзин, бас-гитара — Сергей Тимофеев, вокал и гитара — Игорь Куприянов. Но, в связи с плотной занятостью в других проектах, И. Аленгос и П. Зюзин Kedbl покинули коллектив. В то же время был снят видеоклип на заглавную песню, который можно увидеть не только на официальном сайте исполнителя, но и по многим интерактивным телеканалам: A-One, O2тв, Music Box и т. д. В этом же году в группу на место ушедших музыкантов пришли новые и хорошо известные музыканты: легендарный барабанщик «Чёрного Кофе» — Сергей Черняков и молодой гитарист, рекомендованный на это место Дмитрием Четверговым, — Алексей Мащенко. Новым составом группа отыграла на фестивалях: «Слава России, Слава Москве» в Кузьминках; «Территория культуры» в Лужниках, а также вместе с группой «Ария» выступила на международном рок-фестивале, проводившемся в городе Ужгород.
В апреле 2008 года в коллектив приходит гитарист «Zyggie». Группа активно работает над обновлением аранжировок и концертной программы. Игорь Куприянов принимает участие в авторской фотовыставке «В роли себя», проходящей на территории «Винзавода». Летом 2008 года группа перезаписывает композицию «Черное Солнце», выходившую ранее в альбоме «Адреналин». На песню снимается динамичный и актуальный видеоклип. В этом же году Игорь Куприянов выпускает альбом «Дым над Москвой», записанный ранее, дополнив его ремиксом на заглавную песню и видеоклипом «Черное солнце 2008».
В начале 2009 года поклонники творчества Игоря Куприянова организовывают официальный фан-клуб. Члены Клуба пользуются значительными привилегиями. В этом же году коллектив в составе Игоря Куприянова (вокал, бэк-вокал), Зигги (гитары, клавишные, программинг и аранжировка), Сергея Тимофеева (бас), Василия Шаповалова (барабаны) перезаписал песню «Снежность» из альбома «Адреналин». Декабрь в истории группы отмечен большим юбилейным концертом «50:35», посвященным двум важным датам в биографии Игоря Куприянова: 50 лет жизненному и 35 лет творческому пути на сцене. Среди приглашенных гостей были музыканты групп: «Ария», «Мастер», «Маврин», «Август», «Легион» и др. рок-команд.
8 ноября 2010 года команда представила новую песню — «На моей земле». Работа над выпуском DVD «50:35» велась более года, и 26 февраля 2011 года группа, совместно с компанией «Квадро-диск», при информационной поддержке радиостанции «НАШЕ радио» порадовала своих поклонников подарочным изданием, состоящим из видео и аудиоверсий концерта. В этот же день был представлен новый участник группы — гитарист Константин Коныгин. 2 июня группа «Куприянов» выступила на одном концерте с «Whitesnake» в Москве, в ледовом дворце «Мегаспорт» на Ходынском поле. 16 сентября был переиздан первый и единственный альбом группы «Кофеин» — «Попытка к бегству», с бонус-треками из неизданного альбома «Раз и навсегда», а также из альбома «Белый ветер».
18 августа 2012 года в сети опубликована композиция «Монин-рок», посвящённая памяти ушедшего из жизни солиста группы «Круиз» А. Монина. В её записи принял участие Игорь Куприянов. 17 октября был представлен новый барабанщик — Евгений Москаленко. В декабре, обновленный состав, приступает к записи сингла, в который войдут два трека: «Время» и «Осколки сна». В записи сингла «Осколки сна» принимал участие гитарист-инструменталист, Андрей Королёв (аранжировка, гитара, соло гитара, программинг). В сингле «Время»-Олег Изотов, гитарист-инструменталист(Аранжировка, со автор музыки, гитара, соло гитара, программинг.) 21 ноября 2014 года прошёл концерт посвящённый 55-ти летию Игоря Купринова и презентации нового сингла «Время». В концерте приняли участие гости: М. Житняков, Блондинка КсЮ, А. Страйк, С. Терентьев, В. Дубинин, А. Грановский, М. Удалов. Сам сингл выложен в сеть 28 ноября. С осени 2014 года, по май 2017года, группа играет большое количество концертов, в том числе и Мега-тур, шесть морей, в составе: Игорь Куприянов, Вокал-Бас гитара, Константин Коныгин-Гитара, Евгений Москаленко-Барабаны. Группа проехала с концертами, от Москвы, до Владивостока и обратно. Сейчас готовится новый сингл, с рабочим названием «Цель.»

## Дискография

### Студийные альбомы
В составе группы Чёрный Кофе
- 1986 — Светлый металл (издан в 2000)
- 1987 — Чёрный кофе (EP)
- 1988 — Переступи порог
- 1990 — Вольному — воля

В составе группы Кофеин
- 1991 — Попытка к бегству

Сольно
- 1995 — Белый ветер
- 1997 — Раз и навсегда (издан в 2023)
- 2003 — Семь дней
- 2005 — Дым над Москвой (издан в 2008)
- 2007 — Адреналин
- 2023 — Северный ветер

### Синглы
Сольно
- 2008 — Чёрное солнце '08
- 2009 — Снежность '09
- 2010 — На моей земле
- 2014 — Время
- 2014 — Осколки сна

### Концертные альбомы
Сольно
- 2009 — 50:35 (издан в 2011)
- 2019 — 6:0 (издан в 2023)